# SN 2008aj
SN 2008aj – supernowa typu IIn odkryta 13 lutego 2008 roku w galaktyce M+06-30-34. W momencie odkrycia miała maksymalną jasność 16,90m.